# Фердо Кикерец
Фердо Кикерец (мађ. Ferdinand Peter Quiquerez-Beaujeau; Будимпешта, 17. март 1845 — Загреб, 12. јануар 1893) био је француско-мађарски  сликар, који је живио у Будимпешти, а потом у Загребу.
Чест мотив његовог сликарства су историјске теме Срба и Хрвата. Никола I Петровић га је запослио као дворског сликара, а једна од најпознатијих слика из српског циклуса је Косовка дјевојка из 1879. године, а која се налази у Историјском музеју у Загребу. По истом мотиву, касније ју је насликао и Урош Предић. У Црној Гори је ова слика у новије вријеме, од неких људи и медија, погешно именована као Сестра на Вучијем Долу.
Слика је од настанка, у разним тадашњим, српским, словеначким и хрватским листовима, називана Косовка дјевојка. Тако је назива лист Србадија из 1881., љубљански Звон из 1882. загребачки Виенац из 1887.